# Marcusenius bentleyi
Marcusenius bentleyi és una espècie de peix pertanyent a la família dels mormírids i a l'ordre dels osteoglossiformes.

## Etimologia
Marcusenius fa referència a l'alemany Johann Marcusen (el primer ictiòleg a estudiar els mormírids de forma sistemàtica), mentre que l'epítet bentleyi al·ludeix al missioner baptista William Holman Bentley (1855-1905), el qual va aconseguir-ne el tipus.

## Descripció
Fa 27 cm de llargària màxima.

## Hàbitat i distribució geogràfica
És un peix d'aigua dolça, demersal i de clima tropical, el qual viu a Àfrica: és un endemisme de les cascades Boyoma del riu Congo a la República Democràtica del Congo.

## Observacions
És inofensiu per als humans i el seu índex de vulnerabilitat és baix (23 de 100).